# Nannoniscoides biscutatus
Nannoniscoides biscutatus is een pissebed uit de familie Nannoniscidae. De wetenschappelijke naam van de soort is voor het eerst geldig gepubliceerd in 1977 door Siebenaller & Hessler.